# Djævledanserinden
Djævledanserinden (originaltitel: The Devil Dancer) er en amerikansk stumfilm fra 1927 der blev instrueret af Fred Niblo og produceret af Samuel Goldwyn. Manuskriptet var skrevet af Alice D. G. Miller efter en historie af Harry Hervey.
Edwin Justus Mayer skrev filmens mellemtekster. For sit arbejde på denne film, Klovnens Hjerte og Sadie, var filmfotografen George Barnes nomineret til den første Oscar for bedste fotografering ved Oscaruddelingen 1929

## Eksterne Henvisninger
- Djævledanserinden på Internet Movie Database (engelsk)
- Djævledanserinden på AllMovie (engelsk)
- Djævledanserinden hos American Film Institute (engelsk)
- Djævledanserinden på The Movie Database (engelsk)